# Гербы Магаданской области
Список гербов муниципальных образований Магаданской области Российской Федерации.
На 1 января 2016 года в Магаданской области насчитывалось 9 муниципальных образований — 9 городских округов.

## Гербы городских округов
| Герб | Наименование                                    | Дата утверждения                 | Номер в ГГР |
| ---- | ----------------------------------------------- | -------------------------------- | ----------- |
|      | Герб муниципального образования «Город Магадан» | 27 августа 1999                  | 601         |
|      | Герб Ольского городского округа                 | 30 марта 2005                    | не внесён   |
|      | Герб Омсукчанского городского округа            | 3 августа 2016                   | 11103       |
|      | Герб Северо-Эвенского городского округа         | 22 февраля 2012 12 сентября 2016 | 7765        |
|      | Герб Среднеканского городского округа           | 3 ноября 2006                    | не внесён   |

| Герб | Наименование                        | Дата утверждения | Номер в ГГР |
| ---- | ----------------------------------- | ---------------- | ----------- |
|      | Герб Сусуманского городского округа | 25 сентября 2008 | 4523        |
|      | Герб Тенькинского городского округа | 13 февраля 2018  | 11767       |
|      | Герб Хасынского городского округа   | нет данных       |             |
|      | Герб Ягоднинского городского округа | нет данных       |             |